# Sogno erotico sbagliato
Sogno erotico sbagliato è l'ottavo album di Sergio Caputo, pubblicato nel 1990 dalla Fonit Cetra.

## Descrizione
Il passaggio alla nuova casa discografica coincide anche con un sensibile cambio di tendenza nello stile di Caputo, che per la prima volta guarda a un'altra America, non più quella delle orchestre, bensì quella del country, dei folksinger, il pop nell'accezione più letterale del termine, la musica del popolo, con lo sguardo dell'uomo di strada al quotidiano, quotidiano che ricorre anche nei versi delle canzoni, che salutano il mondo dei locali notturni, ampiamente descritto più in vizi che in virtù, per mettere radici nella realtà diurna.
Abbonda l'uso di sassofoni, chitarre arpeggiate o pizzicate nello stile del "fingerpicking", ma anche riff energici, batterie più marcate, controcori. Se non è un album di rottura, è perché Sergio aveva già abituato il suo pubblico a una vasta gamma di suoni, e dunque non sorprende vederlo alle prese con nuovi orizzonti stilistici. Ricorrono qua e là alcune frasi in lingua inglese che rimandano anch'esse a certe atmosfere country al di là del significato letterale delle stesse.
I testi, nel descrivere nuovi paesaggi e nuovi stati d'animo, arricchiscono di nuovi "caratteri" il campionario di umanità al maschile raccontato da Sergio. Meno elaborati rispetto ai precedenti album, in omaggio alla matrice pop che viene rievocata in questo lavoro, si alternano tra conversazioni con un interlocutore al femminile e confessioni in prima persona di chi soffre il mal di vivere: ciò è in parte riassunto nel titolo stesso che sta a significare quanto sia difficile persino vivere un bel sogno. La copertina ritrae una foto in bianco e nero dove una formosa pin-up è seduta sul cofano di una vecchia automobile un po' scassata, in posa seducente.
Brano di punta dell'album è stato Ma che amico sei?, canzone dall'atmosfera crepuscolare che descrive uno scenario di decadenza dei miti del rock e suoi derivati. Un altro motivo abbastanza programmato negli Airplay radiofonici è stato Non t'aspettavo più, mentre il secondo video realizzato è relativo a Tutto è finito Mariù, brano dall'atmosfera gospel, dove Sergio si traveste da numerosi personaggi letterari e cinematografici.
Fuori tema rispetto all'atmosfera country è Dalla peste di Parigi, una lenta milonga che rimanda, per i suoi contenuti, al precedente lavoro Lontano che vai. Momenti di insolita energia si trovano invece in Un'anima in pena, con un incedere di chitarre nella seconda parte della sezione, e nella conclusiva Appeso ad un filo: emblematico il verso qui contenuto, dove l'espressione "come fossi un fottutissimo snob" sembra prendere le distanze in maniera decisa da quell'etichetta di artista appunto snob che ingenerosamente gli era stata applicata durante i suoi esordi discografici, e che è stata fugata definitivamente con questo lavoro.

## Tracce
1. La pace sia con voi
2. Tutto è finito Mariù
3. Non t'aspettavo più
4. Un'anima in pena
5. Cento gocce di pioggia
6. Ma che amico sei?
7. Dalla peste di Parigi
8. Quasi primavera
9. Visite a sorpresa
10. Appeso ad un filo

## Crediti
- Sergio Caputo – voce, chitarra
- Peter Weihe – chitarra
- Gianni Coscia – fisarmonica
- Curt Cress – batteria
- Danilo Rea – tastiera
- Tony Bowers – basso
- Naco – percussioni
- Attilio Zanchi – contrabbasso
- Maurizio Dehò – violino
- Fernando Brusco – tromba
- Giancarlo Porro – sax
- Andy J. Forest – armonica
- Franco Nesti - voce e arrangiamento cori